# Chiesa di Sant'Antonio (Torralba)
La chiesa di Sant'Antonio è una chiesa campestre situata in territorio di Torralba, centro abitato della Sardegna nord-occidentale. Consacrata al culto cattolico, fa parte della parrocchia di San Pietro, arcidiocesi di Sassari.
L'edificio sorge su un ciglione a circa due chilometri dall'abitato. Costruita nel XVII secolo utilizzando conci  irregolari di piccola pezzatura a vista, presenta una facciata con ampio portale sovrastato da timpano, con copertura a doppio spiovente si cui svetta un campaniletto a vela. L'aula interna ha pianta a croce latina. 

La chiesa conserva un altare ligneo intagliato e dorato del diciottesimo secolo.
A pochi metri dall'edificio si trova un'altra chiesa, anch'essa dedicata a sant'Antonio Abate, risalente al Medioevo e ridotta allo stato di rudere.